# Schumacher (documental)
Schumacher es un documental dirigido por Hanns-Bruno Kammertöns, Vanessa Nöcker y Michael Wech, que aborda la vida y carrera profesional del expiloto alemán de Fórmula 1 Michael Schumacher. Se estrenó el 15 de septiembre de 2021 a través de la plataforma Netflix.

## Producción
El documental fue producido en colaboración con la familia de Schumacher utilizando material familiar privado, archivos de Fórmula 1 y entrevistas.
El film incluye entrevistas con la esposa de Michael, Corinna, su padre Rolf, su hermano Ralf y sus hijos Gina-Maria y Mick. También incluye declaraciones de celebridades de la F1, tales como Jean Todt, Bernie Ecclestone, Sebastian Vettel, Mika Häkkinen, Damon Hill, David Coulthard y Flavio Briatore.
Fue dirigido por Hanns-Bruno Kammertöns, Vanessa Nöcker, y Michael Wech y producido por Nöcker y Benjamin Seikel para B14 Film.